# Testare software automată
Testarea software automată reprezintă o testare dinamică și analitică a unui produs software, care presupune utilizarea unui program pentru executarea procedurilor (test case) sau a întregilor scenarii de testare.
În ultimul timp, pentru testarea automată se folosesc tot mai des așa-numitele xUnit frameworks, din care fac parte JUnit și NUnit. Ele permit testarea codului de program pentru a verifica programul în circumstanțe diferite. De exemplu, aceleași proceduri de testare se folosesc pentru a testa comportamentul programului în diferite sisteme de operare.